# Corvus (constelação)
Corvus (Crv), o Corvo, é uma constelação do equador celeste. O genitivo, usado para formar nomes de estrelas, é Corvi.
Constelação pequena localizada próxima ao céu austral, o Corvo abriga apenas onze estrelas visíveis a olho nu. Seu nome científico em latim é uma referência ao pássaro homônimo ou à gralha. Foi uma das quarenta e oito constelações listadas no Almagesto de Ptolomeu, onde aparecia com sete estrelas, e atualmente constando como uma das oitenta e oito constelações conforme a padronização da União Astronômica Internacional.
As constelações vizinhas, segundo as fronteiras atuais, são a Virgem, a Taça e a Hidra.

## Estrelas
A constelação do Corvo é constituída por quatro estrelas principais: δ(Algorab), γ(Gamma Corvi), ε(Epsilon Corvi), e β Crv(Beta Corvi).
Delta Crv (Algorab)
Estrela na constelação de Corvo
Ascensão reta	12h 29min 52s J2000
Declinação	−16° 30′ 54″ J2000
Magnitude aparente	2,94
Luminosidade	48 SOL
Distância	88 AL
Classificação espectral	A0IV(n)kB9
Outros nomes	Algorab, δ Corvi, 7 Corvi, HIP 60965, HD 108767, HR 4757, TYC 6103-02395-1
Delta Corvi (δ Crv / δ Corvi) é uma estrela binária na constelação de Corvus. É também conhecida tradicionalmente como Algorab.
O componente principal, Delta Corvi A, é uma estrela da sequência principal de tipo espectral A0V, com 2,5 vezes a massa solar. A outra estrela, Delta Corvi B, é uma anã laranja com 0,75 a massa solar. A distância mínima entre essas estrelas é de 650 UA, com um período orbital de pelo menos 9 400 anos.
Gamma Crv
Estrela na constelação de Corvo
Ascensão reta	12h 15min 48s J2000
Declinação	−17° 32′ 31″ J2000
Magnitude aparente	2,58
Luminosidade	355 SOL
Distância	150 AL
Classificação espectral	B8III
Outros nomes	Gienah Gurab, γ Corvi, 4 Corvi, HIP 59803, HD 106625, HR 4662, TYC 6098-01754-1
Gamma Corvi (γ Crv / γ Corvi) é a estrela mais brilhante da constelação de Corvus. Ela tem o nome tradicional Gienah, que compartilha com Epsilon Cygni. Por causa disso, o nome Gienah Corvi pode ser usado para distingui-la de Epsilon Cygni.
Gamma Corvi é uma gigante de tipo espectral B8III. Está a cerca de 165 anos-luz de distância da Terra.
Epsilon Crv
Estrela de Corvo
Ascensão reta	12h 10min 08s J2000
Declinação	−22° 37′ 11″ J2000
Magnitude aparente	3,02
Luminosidade	920 LSOL
Distância	320 LY
Classificação espectral	K2III
Outros nomes	Minkar, ε Corvi, 2 Corvi, HIP 59316, HD 105707, HR 4630, TYC 6668-00992-1
A cerca de 320 anos-luz na constelação de Corvo, Epsilon Crv brilha com a energia de aproximadamente 920 Sóis, sua fotosfera — mais ou menos como superfície — levemente mais amarela em aparência que a fotosfera solar de 5780° Kelvin. No entanto, essa estrela é muito diferente do Sol.
Como uma estrela (laranja) gigante evoluída do tipo K, Epsilon Crv já interrompeu a fusão do suprimento de hidrogênio de seu núcleo e irá dilatar-se a proporções muito maiores como a gigante vermelha Mirach em Andrômeda, se isso ainda não tiver acontecido. Depois de fundir o hélio nos elementos mais massivos carbono e oxigênio, sua morte inevitável criará um dos espetáculos mais únicos que o céu tem a oferecer. Ele se desprenderá das camadas externas e formará uma nebulosa planetária espetacular como a Nebulosa de Hélix em Aquário ou a Nebulosa do Anel em Lira. A estrela esqueleto remanescente — conhecida como anã branca — irá iluminar e impulsionar a nebulosa para fora por milhares de anos.
Beta Crv
Estrela de Corvo
Ascensão reta	12h 34min 23s J2000
Declinação	−23° 23′ 48″ J2000
Magnitude aparente	2,65
Luminosidade	200 LSOL
Distância	150 LY
Classificação espectral	G5II
Outros nomes	Kraz, Tso Hea, β Corvi, 9 Corvi, HIP 61359, HD 109379, HR 4786, TYC 6683-01116-1
A cerca de 150 anos-luz de distância, Beta Crv brilha com a energia de aproximadamente 200 Sóis. Embora sua fotosfera — mais ou menos como superfície — é só um pouco mais amarela em aparência que a fotosfera solar de 5780° Kelvin, é uma estrela muito diferente do Sol.
Como uma luminosa gigante evoluída do tipo G, Beta Crv já interrompeu a fusão do suprimento de hidrogênio de seu núcleo e logo se tornará uma luminosa gigante vermelha (se ainda não tiver se tornado). Depois da fusão do hélio nos elementos mais massivos carbono e oxigênio, sua morte inevitável criará um dos espetáculos mais únicos que o céu tem a oferecer. Ela se desprenderá das camadas externas e formará uma nebulosa planetária espetacular como a Nebulosa de Hélix em Aquário ou a Nebulosa do Anel em Lira. A estrela esqueleto remanescente — conhecida como anã branca — irá iluminar e impulsionar a nebulosa para fora por milhares de anos.

## História e Mitologia
Diz-se, no mito grego,  que outrora o corvo possuía penas brancas e podia falar com os humanos até que, um dia, tudo mudou. Como ave sagrada de Apolo, o corvo foi incumbido de vigiar Coronis, esposa do deus, que estava grávida. Coronis, porém, pouco a pouco foi perdendo o interesse em Apolo e se apaixonando por um mortal. O corvo dedou a infidelidade da esposa ao marido que, numa crise de fúria, enegreceu as penas do corvo e tirou suas faculdades vocais. Pouco depois, Coronis foi morta pela irmã gêmea de Apolo, Ártemis, que resgatou o filho para que fosse criado normalmente, passando mais tarde para a História como Asclépio, deus da medicina e da saúde.
Em outra versão, conta-se que Apolo, sedento, mandou o corvo trazer-lhe uma taça de água. A ave, porém, gastou boa parte de seu tempo lanchando figos. Como desculpa para o atraso, a ave fez uma serpente das águas se enrolar nas suas garras, na esperança de ludibriar Apolo. O deus, porém, indignado, não quis mais nada com nenhum dos três, e os defenestrou em direção aos céus - criando, assim, as constelações do Corvo, da Taça e da Hidra. Como punição, condenou também o corvo à sede eterna, o que fez com que a ave, desde então, grasnasse ao invés de piar.